# 33879 Kierstendeen
33879 Kierstendeen è un asteroide della fascia principale. Scoperto nel 2000, presenta un'orbita caratterizzata da un semiasse maggiore pari a 2,2042852 au e da un'eccentricità di 0,1653179, inclinata di 3,60404° rispetto all'eclittica.